# Phaedrotoma atomarius
Phaedrotoma atomarius är en stekelart som först beskrevs av Fischer 1963.  Phaedrotoma atomarius ingår i släktet Phaedrotoma och familjen bracksteklar. Inga underarter finns listade i Catalogue of Life.